# ماكسيمليانو كورونيل
ماكسيمليانو كورونيل (بالإسبانية: Maximiliano Coronel)‏ (28 أبريل 1989 ببوينس آيرس في الأرجنتين - ) هو لاعب كرة قدم أرجنتيني في مركز الدفاع. لعب مع جيمناسيا لابلاتا وريفر بليت ونادي أتليتكو للبنين ‏.

## روابط خارجية
- ماكسيمليانو كورونيل على موقع إي إس بي إن إف سي (الإنجليزية)
- ماكسيمليانو كورونيل على موقع قاعدة بيانات كرة القدم.إي يو (الإنجليزية)
- ماكسيمليانو كورونيل على موقع Soccerway.com (الإنجليزية)